# Liste von Auftragswerken der Royal Philharmonic Society
Diese Liste umfasst die seit 1813 von der Royal Philharmonic Society (bis 1912 Philharmonic Society of London) in Auftrag gegebenen Kompositionen sowie der Gesellschaft gewidmeten Werke, sofern sie von ihr zur Aufführung gebracht wurden. Darunter finden sich auch Werke wie Beethovens Sinfonie Nr. 9, Mendelssohns Sinfonie Nr. 4, die „Italienische“, und Camille Saint-Saëns’ Sinfonie Nr. 3 c-Moll, die „Orgelsinfonie“.
Dieser Teil behandelt die Zeit bis 1917 (letzte nachgewiesene Auftragsarbeit vor dem Zweiten Weltkrieg). Danach hatte sich die Praxis durch die Einführung eines Komponistenpreises und eines Musikpreises geändert. Wenn nicht anders angegeben sind die Aufführungsorte bis 1830 die Argyll Halls, 1830 bis 1864 die Hanover Square Rooms, von 1864 bis 1884 die St. James's Hall und ab 1884 die Queen’s Hall.
Abkürzung: UA = Uraufführung
| Nr. | Jahr | Name                                                           | Komposition, Opus | Anmerkungen | Bild |
| --- | ---- | -------------------------------------------------------------- | --- | --- | ---- |
|     | 1814 | Ludwig Berger (1777–1839)                                      | Overture / Ouvertüre | (weiteres nicht angegeben) |      |
|     | 1814 | Luigi Cherubini (1760–1842)                                    | Overture / Ouvertüre | UA: 16. Mai 1814 |      |
|     | 1815 | Luigi Cherubini (1760–1842)                                    | Overture in G / Ouvertüre in G-Dur | (weiteres nicht angegeben) |      |
|     | 1815 | Luigi Cherubini (1760–1842)                                    | Symphony in D / Sinfonie D-Dur | UA: 1. Mai 1815 |      |
|     | 1815 | Ferdinand Ries (1784–1838)                                     | Symphony / Sinfonie | 15. Mai 1815 |      |
|     | 1816 | Ferdinand Ries (1784–1838)                                     | Bardic Overture / Ouverture bardique [concertante] WoO 24                                                                             | UA: 26. Februar 1816, mit sechs Harfen. Erstdruck: Berlin, Ries & Erler 2008.                                                                                       |      |
|     | 1816 | August Alexander Klengel (1783–1852)                           | Piano Quintet | Quintett für Klavier, Violine, Viola, Violoncello, Kontrabass UA: 26. Februar 1816                                                                                  |      |
|     | 1816 | Cipriani Potter (1792–1871)                                    | Overture / Ouvertüre e-Moll | UA: 11. März 1816; (2. Fassung 1848) |      |
|     | 1816 | Ferdinand Ries (1784–1838)                                     | Symphony in Eb / Sinfonie Nr. 3 Es-Dur op. 90                                                                                         | UA: 25. März 1816. Erstdruck: Bonn, Simrock 1826; Neuausgabe: Berlin, Ries & Erler.                                                                                 |      |
|     | 1816 | Iwan Müller (1786–1854)                                        | Clarinet Quintet | (weiteres nicht angegeben) |      |
|     | 1816 | John Freckleton Burrowes (1787–1852)                           | Overture / Ouvertüre | UA: 15. April 1816 |      |
|     | 1816 | Luigi Cherubini (1760–1842):                                   | Pastorale Cantata „La Primavera“ | UA: 29. April 1816 |      |
|     | 1816 | Muzio Clementi (1752–1832)                                     | Symphony / Sinfonie | UA: 29. April 1816 |      |
|     | 1816 | Cipriani Potter (1792–1871)                                    | Septet [sic!] for Piano, Flute and Strings / Sextett für Klavier, Flöte und Streicher                                                 | UA: 29. April 1816. Foster verzeichnet: Sestett for Pianoforte, Flute and Strings mit den Musikern C. Potter, Ashe, Spagnoletti, Watts, Cudmore und Dragonetti      |      |
|     | 1816 | François Fémy (1790–1853)                                      | Symphony in E minor / Sinfonie in e-Moll                                                                                              | UA: 13. Mai 1816 |      |
|     | 1817 | John Fane, 11. Earl of Westmorland, Lord Burghersh (1784–1859) | Symphony / Sinfonie | UA: 26. Mai 1817 |      |
|     | 1819 | Ferdinand Ries (1784–1838)                                     | Scena Sia Luminosa | (?) |      |
|     | 1821 | Louis Spohr (1784–1859)                                        | Overture in F / Ouvertüre in F-Dur | (?) |      |
|     | 1821 | Robert Nicolas-Charles Bochsa (1789–1856)                      | Septet for Harp, Wind and Double Bass / Septett für Harfe, Blasinstrumente und Kontrabass                                             | (?) |      |
|     | 1825 | Ludwig van Beethoven (1770–1827)                               | Symphony No.9 / Sinfonie Nr.9 | Uraufführung am 7. Mai 1824 im Kärntnertortheater in Wien. In London erstmals am 21. Mai 1825 unter der Leitung von George Smart aufgeführt.                        |      |
|     | 1832 | Sigismund von Neukomm (1778–1858):                             | Septet (Fantasia Concertante) for wind and double bass                                                                                | 12. März 1832 |      |
|     | 1832 | George Onslow (1784–1853)                                      | Symphony / Sinfonie | UA: 18. Juni 1832 |      |
|     | 1833 | Johann Baptist Cramer (1771–1858)                              | Piano Quintet in Bb | UA: 25. Februar 1833; auch: Quintett for Pianoforte and Strings in B♭                                                                                               |      |
|     | 1833 | Ignaz Moscheles (1794–1870)                                    | Grand Septet for Piano, Strings, Clarinet and Horn / Großes Septett für Klavier, Streicher, Klarinette und Horn                       | UA: 15. April 1833 |      |
|     | 1833 | Felix Mendelssohn Bartholdy (1809–1847)                        | Symphony No.4 in A (Italian) / Sinfonie Nr. 4 in A-Dur („Italienische“) op. 90, MWV N 16                                              | UA: 13. Mai 1833; 1833 auch gezählt als Symphony in A (No. 2) |      |
|     | 1833 | Johann Nepomuk Hummel (1778–1837)                              | Piano Concerto in F / Klavierkonzert in F-Dur                                                                                         | UA: 27. Mai 1833, Klavier: J. N. Hummel |      |
|     | 1833 | Sigismund von Neukomm (1778–1858)                              | Fantasia Dramatica on „Paradise Lost“                                                                                                 | UA: 27. Mai 1833 |      |
|     | 1833 | Cipriani Potter (1792–1871)                                    | Symphony in A minor / Sinfonie in a-Moll                                                                                              | UA: 27. Mai 1833, Dirigent: C. Potter |      |
|     | 1833 | Felix Mendelssohn Bartholdy (1809–1847)                        | Trumpet Overture in C / Ouvertüre C-Dur („Trompetenouvertüre“) op. 101, MWV P 2                                                       | UA: 10. Juni 1833 |      |
|     | 1834 | Henry Rowley Bishop (1786–1855)                                | Cantata „The Seventh Day“ | UA: 3. März 1834 |      |
|     | 1834 | Vincent Novello (1781–1861)                                    | Dramatic Cantata „Rosalba“ | UA: 17. März 1834 |      |
|     | 1834 | William Horsley (1774–1858)                                    | Motet „Exultabo Te“ | UA: 7. April 1834 |      |
|     | 1834 | Felix Mendelssohn Bartholdy (1809–1847)                        | Concert Aria Infelice (op.94) / „Infelice! – Ah, ritorna, età felice“ / „Unglücksel’ge! – Kehret wieder, goldne Tage“ op. 94, MWV H 5 | Aufführung: 19. Mai 1834 |      |
|     | 1835 | Henri Herz (1803–1888)                                         | Piano Concerto in D minor / Klavierkonzert in d-Moll op. 87                                                                           | UA: 8. Juni 1835, Klavier: Heinrich Herz |      |
|     | 1836 | Henry Rowley Bishop (1786–1855)                                | Cantata „The Departure from Paradise“                                                                                                 | UA: 6. Juni 1836 |      |
|     | 1848 | Louis Spohr (1784–1859):                                       | Symphony No.8 in G minor[sic!] / Sinfonie Nr. 8 in G-Dur, op. 137 (1847)                                                              | Aufführung: 1. Mai 1848 |      |
|     | 1862 | William Sterndale Bennett (1816–1875)                          | Overture Paradise and the Peri / Fantasie-Ouvertüre Paradies und Peri Op. 42                                                          | UA: 14. Juli 1862. Gedruckt bei Kistner, Leipzig 1862 |      |
|     | 1864 | William Sterndale Bennett (1816–1875)                          | Symphony in G minor / Sinfonie g-Moll, Op. 43                                                                                         | UA: 27. Juni 1864. Überarbeitet 1867. Gedruckt bei Kistner, Leipzig 1872. Noten und Audiodateien von Sterndale Bennett im International Music Score Library Project |      |
|     | 1867 | Arthur Sullivan (1842–1900)                                    | Overture Marmion / Konzertouvertüre „Marmion“                                                                                         | UA: 3. Juni 1867 |      |
|     | 1868 | John Francis Barnett (1837–1916)                               | Overture Symphonique / Sinfonische Ouvertüre                                                                                          | UA: 11. Mai 1868 |      |
|     | 1868 | Julius Benedict (1804–1885)                                    | Overture „La selva incantata“ | Aufführung 6. Juli 1868 |      |
|     | 1875 | George Alexander Macfarren (1813–1887)                         | Idyll in Memory of Sterndale Bennett                                                                                                  | UA: 5. Juli 1875 |      |
|     | 1881 | Frederic Hymen Cowen (1852–1935)                               | Sinfonietta in A minor / Sinfonietta in a-Moll                                                                                        | UA: 12. Mai 1881 |      |
|     | 1883 | Oliver A. King                                                 | Prize Overture Among the Pines | Aufführung am 25. April 1883 |      |
|     | 1885 | H. W. Ernst                                                    | Dramatic Overture | (?) |      |
|     | 1885 | Thomas Wingham                                                 | Serenade for Orchestra | UA: 26. März 1885 unter der Leitung des Komponisten |      |
|     | 1885 | Antonín Dvořák (1841–1904)                                     | Sinfonie Nr. 7 d-Moll op. 70 | UA: 22. April 1885 unter der Leitung des Komponisten |      |
|     | 1886 | Henry Robert Gadsby (1842–1907)                                | Scene „The Forest of Arden“ | UA: 4. März 1886 |      |
|     | 1886 | Camille Saint-Saëns (1835–1921)                                | Sinfonie Nr. 3 c-Moll op. 78, Organ / Orgelsinfonie                                                                                   | UA: 19. Mai 1886 unter der Leitung des Komponisten |      |
|     | 1886 | Moritz Moszkowski (1854–1925)                                  | Suite for orchestra / Première Suite d’Orchestre op. 39 MoszWV 141                                                                    | UA: 2. Juni 1886. |      |
|     | 1887 | Frederick Corder (1852–1932)                                   | Suite Roumanian | UA: 19. Mai 1887 unter der Leitung des Komponisten |      |
|     | 1887 | Alberto Randegger (1832–1911)                                  | Scena „Prayer of Nature“ | UA: 9. Juni 1887 unter der Leitung des Komponisten |      |
|     | 1895 | Hubert Parry (1848–1918)                                       | Symphony No.3 [sic!] in F (revised)                                                                                                   | Zählung lautet heute: Sinfonie Nr. 2 in F-Dur, „The Cambridge“ (1883) und Sinfonie Nr. 3 in C-Dur, „The English“ (1889)                                             |      |
|     | 1898 | Hamish MacCunn (1868–1916)                                     | Ballet music from „Diarmid“ | UA: 10. März 1898 |      |
|     | 1910 | Luigi Mancinelli (1848–1921)                                   | Romantic Overture | UA: 24. Februar 1910 |      |
|     | 1917 | Edward German (1862–1936)                                      | Song Have you news of my boy Jack? | |      |